# ميلان يوفانوفيتش
ميلان يوفانوفيتش (بالصربية السيريلية: Милан Јовановић)‏ (مواليد 18 أبريل 1981 في بايينا باشتا) لاعب كرة قدم صربي سابق يجيد اللعبة في مركز الجناح.

## روابط خارجية
- ميلان يوفانوفيتش على موقع الاتحاد الدولي (مؤرشف)  (الإنجليزية)
- ميلان يوفانوفيتش على موقع الاتحاد الأوربي (الإنجليزية)
- ميلان يوفانوفيتش على موقع اتحاد أوكرانيا (الإنجليزية)
- ميلان يوفانوفيتش على موقع إي إس بي إن إف سي (الإنجليزية)
- ميلان يوفانوفيتش على موقع قاعدة بيانات كرة القدم.إي يو (الإنجليزية)
- ميلان يوفانوفيتش على موقع ناشيونال فوتبول تيمز (الإنجليزية)
- ميلان يوفانوفيتش على موقع Soccerbase.com (لاعب) (الإنجليزية)
- ميلان يوفانوفيتش على موقع Soccerway.com (الإنجليزية)
- ميلان يوفانوفيتش على موقع عالم كرة القدم.نت (الإنجليزية)
- ميلان يوفانوفيتش على موقع كووورة